# Ransbergs herrgård
Ransbergs herrgård är en herrgård som fungerar som konferens- och scoutanläggning som ligger strax norr om Ransäter i sydvästra Munkfors kommun.
Herrgården ägs av Stiftelsen Ransbergs Herrgård, som är nära knuten till Nykterhetsrörelsens Scoutförbund. Herrgården förvärvades 1963 och invigdes 1964 av dåvarande NTO:s scoutförbund. Herrgården var tidigare bostad för brukspatronerna på Ransbergs bruk, vars första stångjärnshammare togs i bruk 1661.

## Läger
På Ransberg har många stora och små scoutläger anordnats. Här några av de större. 
- Det sista NTO-scoutlägret och första rikslägret i NSF-regi genomfördes 1970 på Ransberg med 1.200 deltagare och blev  ett avstamp in i den nya organisationen och det nya förbundet.
- Patrull 77 (1977) ett förbundsläger för NSF med stark patrullscout profil.
- Ransberg 88 (1988) NSF förbundsläger.
- Härold (1995) ett NSF förbundsläger med medeltidstema.
- Festival (2003) NSF förbundsläger.
- Summercamp08 (2008) NSF förbundsläger tillsammans med UNF den europeiska barn- och ungdomsorganisationen Active.
- Beaver Creek (2012) NSF förbundsläger

1996 anordnades på Ransberg World Scout Moot 1996 . Detta var andra gången som ett Världscoutläger arrangerades i Sverige. Lägret samlade 2608 deltagare från 78 länder. 